# Кунера
Кунера (Cunera, Kennera; убита ок. 340 или ок. 451) — принцесса, святая мученица. День памяти — 12 июня.

## Житие
По преданию, святая Кунера принцесса Йоркская, была похищена в районе Ренена (Rhenen) во время своего паломничества в Рим, в котором, по преданию, она сопровождала св. Урсулу. Тамошний король Радбод (Radboud) немедленно отправился на её спасение, и она осталась в тех краях. Вскоре святая Кунера стала очень известна благодаря своей заботе о бедных и больных. Это не понравилось жене Радбода Альдегонде, и когда Радбод был на охоте, она убила святую Кунеру, удавив её шейным платком. После этого Радбод принял христианство.
На могиле святой Кунеры были явлены многие чудеса исцеления, и она стала местом массового паломничества. Это паломничество было столь велико, что местную церковь святого Петра переосвятили церковь святой Кунеры. В этом храме с великой колокольней почивают её мощи.